# Санаторий им. А. П. Чехова
Санаторий им. А. П. Чехова (ранее Санаторий «Яузлар») — санаторий для лечения больных туберкулёзом, расположеный в Ялте (Республика Крым). Организован, как пансион «Яузлар» в 1902 году А. П. Чеховым на общественные средства.

## Пансион «Яузлар»
А. П. Чехов, живший с 1888 года в Ялте и сам страдавший туберкулёзом, в 1899 году, убедившись в бесперспективности персональной помощи массово приезжавшим на Южный берег Крыма неимущим больным туберкулёзом, начал работу по созданию в Ялте противотуберкулёзного санатория. Было создано благотворительное общество «Попечительство о приезжих больных», в рамках деятельности которого, по инициативе Чехова, организовали сбор пожертвований. Входившими в благотворительное общество ялтинскими врачами вначале был открыт небольшой 20-местный пансионат, получивший название «Яузлар». Понимая недостаточность столь малого пансиона, в 1902 году А. П. Чехов вновь обращался к населению через газеты со специальным посланием. Инициатива принесла весомые результаты: было собрано около 40000 рублей, Чехов добавил свои 5000, и в 1903 году на эти деньги была выкуплена у купца Петра Николаевича Багрыновского дача на холме Дарсан, на тогдашней окраине Ялты, в которой в 1904 году открывается противотуберкулезный санаторий «Яузлар» на 40 коек (впоследствии корпус № 6, памятник архитектуры регионального значения). В память об этом у входа в санаторий в 1969 году была установлена мраморная доска с текстом: 
санаторий создан в 1902—1903 годах при участии великого русского писателя А. П. Чехова
у южной стороны здания установили бюст писателя. Об истории особняка, в котором разместился пансион, известно мало: считается, что здание из местного камня (бута) и ракушечника, вокруг которого был разбит небольшой парк, было построено в 1850-х годах. О самом же купце Багрыновском неизвестно ничего — возможно, у здания изначально был другой владелец.
Осенью 1904 года певица Е. К. Мравина дала два концерта в зале Ялтинской Александровской мужской гимназии в пользу нуждающихся больных и на постройку здания пансионата «Яузлар»

## После революции
После революции санаторий расширили за счёт пристроек и внутренней перепланировки и вместимость санатория «Яузлар» была увеличена до 140 коек, есть версия, что тогда же ему присвоили имя Антона Павловича Чехова. В 1957 году к санаторию был присоединён находящийся рядом также противотуберкулёзный санаторий им. Артёма. Санаторий им. А. П. Чехова ликвидирован в сентябре 2021 года, все корпуса бывшего противотуберкулёзного санатория имени А. П. Чехова переданы в ведение Ялтинского филиала Федерального медико-биологического агентства (ФМБА России)

## Санаторий им. Артёма
Существуют разный версии даты организации санатория им. Артёма: по одной в 1922 году, на базе экспроприированной усадьбы Новосильцова «Южкрымкуруправление» под руководством, Д. И. Ульянова, устроило дом отдыха профсоюза горняков, позже перепрофилированный в противотуберкулезный и в 1934 году переподчинённый Санаторно-курортному объединению ВЦСПС под названием «санаторий им. Артёма». По другой версии санаторий им. Артема создан в 1925 год. Санаторий размещался в национализированных особняках Новосильцева (памятник архитектуры регионального значения), Самуила Моисеевича Ятовца (памятник архитектуры регионального значения) и основателя российской парфюмерной промышленности Александра Митрофановича Остроумова, также памятник архитектуры регионального значения, на сайте Культурного наследия ошибочно подписанный, как «Стационар „Гастрия“ доктора И. Ф. Лебедева», так как известно, что пансион Лебедева выглядел иначе). В 1954 году в бывшей даче Ятовца было открыто хирургическое отделение. В 1934 году здравницу переподчиняют Санаторно-курортному объединению ВЦСПС под названием «санаторий им. Артёма». В 1957 году санаторий им. Артёма был объединен с находившимся рядом санаторием им. А. П. Чехова. Постановлением Государственного комитета по охране культурного наследия Республики Крым № 627 от 20 декабря 2016 года ансамбль парка Санатория им. А. П. Чехова отнесён к категории памятников регионального значения.